# Nümbrecht Challenger 1998
Il Nümbrecht Challenger 1998 è stato un torneo di tennis facente parte della categoria ATP Challenger Series nell'ambito dell'ATP Challenger Series 1998. Il torneo si è giocato a Nümbrecht in Germania dal 30 novembre al 6 dicembre 1998 su campi in cemento indoor.

## Vincitori

### Singolare
Christian Vinck ha battuto in finale  Peter Wessels con il punteggio di 6–7, 6–4, 6–4

### Doppio
Maks Mirny /  Andrej Ol'chovskij hanno battuto in finale  Saša Hiršzon /  Aleksandar Kitinov con il punteggio di 6–4, 7–6